# Габсбурги-Лотаринзькі
Га́бсбурги-Лотари́нзькі (нім. Habsburg-Lothringen) — імператорська династія Європи, члени якої є нащадками імператора Священної Римської імперії Франца I та Марії Терезії.
Займали престол Священної Римської імперії з 1765 до 1806 року, престол Австрії та Австро-Угорщини з 1780 до 1918 року, а також займали престол Мексиканської імперії з 1864 до 1867 року.
Габсбурги-Лотаринзькі близько двохсот років правили найбільшою імперією в Європі. Після революції 1918 року втратили владу й усі землі, але залишили за собою імператорські та королівські титули.

## Титул
Коли утворилася Австрійська імперія, мали титул: Милістю Божою обраний Римський Імператор, довічний Август, спадковий імператор Австрії, король Німеччини, Єрусалиму, Угорщини, Богемії, Далмації, Хорватії, Славонії, Галичини та Володимерії, Ілірії; Архікнязь Австрії, Князь Лотарингії, Венеції, Зальцбурга, Штирії, Каринтії, Країни; Великий князь Трансильванії, Володар Моравії, Великий князь Кракова, Герцог Буковини тощо.
1869 року імператор Франц Йосиф I затвердив Великий титул імператорів: нім. von Gottes Gnaden Kaiser von Österreich,
König von Ungarn und Böhmen, von Dalmatien, Kroatien, Slawonien, Galizien, Lodomerien und Illyrien;
König von Jerusalem etc.;
Erzherzog von Österreich;
Großherzog von Toskana und Krakau;
Herzog von Lothringen, von Salzburg, Steyer, Kärnten, Krain und der Bukowina;
Großfürst von Siebenbürgen, Markgraf von Mähren;
Herzog von Ober- und Niederschlesien, von Modena, Parma, Piacenza und Guastalla, von Auschwitz und Zator, von Teschen, Friaul, Ragusa und Zara;
Gefürsteter Graf von Habsburg und Tirol, von Kyburg, Görz und Gradisca;
Fürst von Trient und Brixen;
Markgraf von Ober- und Niederlausitz und in Istrien;
Graf von Hohenems, Feldkirch, Bregenz, Sonnenberg etc.;
Herr von Triest, von Cattaro und auf der Windischen Mark;
Großwojwode der Woiwodschaft Serbien etc., etc.

## Історія
У XVI столітті Габсбурги розділилися на дві гілки: іспанську та австрійську. Імператорська корона зберігалася за австрійською гілкою.
Карл VI, який став імператором Священної Римської імперії 1711 року, продовжував війну за іспанську спадщину, але зазнає поразки.
Карл VI не мав спадкоємців чоловічої статі. Щоб зберегти нероздільно за своїми нащадками австрійські володіння, Карл 19 квітня 1713 року видав «прагматичну санкцію», яка за відсутності чоловічого нащадка віддавала всю монархію жіночій лінії нащадків Карла.
За цим законом Марія Терезія стала законним спадкоємцем Австрії, Угорщини та Чехії.
1736 року Карл влаштував шлюб своєї дочки з Францом Стефаном з Лотаринзької династії. Проте після смерті Карла «прагматичну санкцію» не визнала низка країн Європи й почалася Війна за австрійську спадщину.
Діти Марії-Терезії та її чоловіка Франца I й стали засновниками династії Габсбургів-Лотаринзьких.